# Kevin Carter (giocatore di football americano)
Kevin Louis Carter (Miami, 21 settembre 1973) è un ex giocatore di football americano statunitense che ha giocato nel ruolo di defensive end nella National Football League. Fu scelto come sesto assoluto nel Draft NFL 1995 dai St. Louis Rams. Al college giocò a football all'Università della Florida.

## Carriera professionistica

### St. Louis Rams
Carter fu scelto come sesto assoluto dai St. Louis Rams nel Draft 1995 firmando un contratto di sei anni del valore di 10 milioni di dollari. Nella sua prima stagione si classificò secondo nella squadra e secondo tra tutti i rookie con sei sack, oltre a 50 tackle, 2 fumble forzati, una safety e un fumble recuperati. Il primo sack in carriera lo mise a segno su Brett Favre il 3 settembre mentre la prima safety la realizzò ai danni del quarterback dei New York Jets Boomer Esiason.
Nel 1998, Carter guidò la squadra con 12 sack (sesto nella NFC), venendo premiato come miglior giocatore dei suoi.
La sua miglior stagione professionistica fu nel 1999 quando guidò la NFL con un record personale di 17 sack, il massimo fatto registrare da un giocatore dei Rams da quando Jack Youngblood ne mise a segno 18 nel 1979. Per queste prestazioni fu convocato per il suo primo Pro Bowl e inserito nel First-team All-Pro. La difesa dei Rams del 1999, ancora da Carter come defensive end sinistro, fu la migliore della lega sulle corse e guidò la NFL in sack con 57, alla pari dei Jacksonville Jaguars. Carter (7,5 sack nel mese di novembre) fu premiato come difensore della NFC del mese e come difensore della settimana per la sua prestazione nella settimana 8 contro i Carolina Panthers. St. Louis terminò la stagione regolare con un record di 13–3, andando a vincere il Super Bowl XXXIV. Carter nella finalissima mise a segno un sack su Steve McNair dei Tennessee Titans.
Nel 2000, Carter mise a segno 10,5 sack, partendo come titolare in 13 gare su 16. Quell'anno, per la prima volta in carriera, fu spostato nel ruolo di defensive tackle, con Leonard Little che divenne il defensive end sinistro. A fine anno fu ceduto ai Tennessee Titans per una scelta del primo giro del Draft NFL 2001.

### Tennessee Titans
Coi Titans, Carter diede seguito alle annate di alto livello passate ai Rams. Nella sua prima stagione mise a segno 61 tackle e 2 sack, guidando la squadra con 34 pressioni sul quarterback. L'anno successivo fece registrare 10 sack, venendo convocato per il suo secondo Pro Bowl ed inserito nel Second-team All-Pro da Football Digest.
Nel 2003 giocò come titolare in tutte le 16 partite, guidando tutti gli uomini di linea dei Titans con 79 tackle, oltre a 5,5 sack, contribuendo a fare della sua difesa la migliore della lega sulle corse. Nel 2004 partì ancora sempre come titolare, terminando con un primato personale di 82 tackle. A fine il suo contratto con la franchigia scadde.

### Miami Dolphins
Carter firmò coi Miami Dolphins nel marzo 2005. Nella prima stagione mise a segno sei sack e la seconda safety in carriera sul quarterback dei New Orleans Saints Aaron Brooks. L'anno seguente disputò per la quinta volta consecutiva tutte le 16 gare come titolare. A fine stagione, dopo non essere riuscito a trovare un accordo per ristrutturare il proprio contratto, fu svincolato dai Dolphins.

### Tampa Bay Buccaneers
Carter giocò le ultime due stagioni della carriera con i Tampa Bay Buccaneers, mettendo a segno rispettivamente 3 e 4 sack. In 14 anni di carriera non saltò una sola partita e terminò con 104,5 sack, andando in doppia cifra quattro volte e guidando la propria squadra cinque volte.

## Palmarès

### Franchigia
- Super Bowl : 1

St. Louis Rams: XXXIV
- National Football Conference Championship: 1

St. Louis Rams: 1999

### Individuale
- Convocazioni al Pro Bowl: 2

1999, 2002
- First-Team All-Pro: 1

1999
- Leader della NFL in sack: 1

1999
- Leader della NFL in fumble forzati: 1

1996
- Club dei 100 sack

## Statistiche
| Anno     | Squadra | P   | Tot | Sol | Ast. | Sack  | FF | FR |
| -------- | ------- | --- | --- | --- | ---- | ----- | -- | -- |
| 1995     | STL     | 16  | 37  | 33  | 4    | 6.0   | 1  | 1  |
| 1996     | STL     | 16  | 53  | 37  | 16   | 9.5   | 6  | 1  |
| 1997     | STL     | 16  | 42  | 30  | 12   | 7.5   | 3  | 2  |
| 1998     | STL     | 16  | 60  | 49  | 11   | 12.0  | 0  | 0  |
| 1999     | STL     | 16  | 34  | 30  | 4    | 17.0  | 4  | 2  |
| 2000     | STL     | 16  | 35  | 31  | 4    | 10.5  | 1  | 1  |
| 2001     | TEN     | 16  | 36  | 28  | 8    | 2.0   | 0  | 0  |
| 2002     | TEN     | 16  | 42  | 27  | 15   | 10.0  | 0  | 1  |
| 2003     | TEN     | 16  | 48  | 29  | 19   | 5.5   | 1  | 0  |
| 2004     | TEN     | 16  | 49  | 26  | 23   | 6.0   | 1  | 1  |
| 2005     | MIA     | 16  | 52  | 34  | 18   | 6.0   | 1  | 1  |
| 2006     | MIA     | 16  | 45  | 28  | 17   | 5.5   | 0  | 2  |
| 2007     | TB      | 16  | 43  | 32  | 11   | 3.0   | 1  | 1  |
| 2008     | TB      | 16  | 49  | 28  | 21   | 4.0   | 1  | 0  |
| Carriera |         | 224 | 625 | 442 | 183  | 104.5 | 20 | 13 |